# Castelnovo di Sotto
Castelnovo di Sotto é uma comuna italiana da região da Emília-Romanha, província de Reggio Emilia, com cerca de 7.767 habitantes. Estende-se por uma área de 34 km², tendo uma densidade populacional de 228 hab/km². Faz fronteira com Boretto, Cadelbosco di Sopra, Campegine, Gattatico, Gualtieri, Poviglio.

## Demografia
| Variação demográfica do município entre 1861 e 2011                               |
|                                                                                   |
| Fonte: Istituto Nazionale di Statistica (ISTAT) - Elaboração gráfica da Wikipedia |